# Erik Bertelsen
Erik Bertelsen (ur. 8 sierpnia 1912, zm. 18 marca 1993) – duński ichtiolog. Zajmował się głównie rybami głębinowymi. Na jego cześć nazwano gatunek Diaphus bertelseni Nafpaktitis, 1966.